# Jakub Bartosz
Jakub Bartosz (ur. 13 sierpnia 1996 w Myślenicach) – polski piłkarz grający na pozycji prawego obrońcy lub prawoskrzydłowego w  klubie Odra Opole.  Wychowanek Hejnału Krzyszkowice i Wisły Kraków. W barwach Białej Gwiazdy mistrz Polski Juniorów U-17 i U-19. W karierze seniorskiej grał również dla Wisły Kraków, Sandecji Nowy Sącz oraz Stali Mielec.